# 人民政權創建日
人民政權創建日（朝鲜语：／），是朝鮮民主主義人民共和國的國慶日，於每年的9月9日舉行。創建日是紀念1948年9月9日朝鮮民主主義人民共和國成立以及金日成在同日當選為朝鮮內閣首相，因此在北韓這是一個地位與太陽節、光明星節及朝鮮勞動黨創建日不相伯仲的重要節日。當日，民眾會放假一天，並到萬壽台等地向金日成和金正日的銅像和畫像等獻花致敬，然後參與體育活動或跳民族舞。此外，兒童也會於這天加入朝鮮少年團。

## 概要
人民政權創建日为朝鲜民主主义人民共和国成立纪念日。在北韓举行的“普选”基础上，1948年9月，平壤召开了最高人民会议第一次会议。9月9日，时任朝鲜劳动党委员长和朝鲜内阁首相的金日成向全世界宣布了朝鲜民主主义人民共和国成立。

## 庆祝
每逢国庆节时，朝鲜国旗会插遍平壤市的大街小巷，而作为朝鲜一大特色的巨型标语也会伫立在市区的交通要道和车站、广场等醒目地区。北韓民衆會參謁錦繡山太陽宮、朝覲矗立在萬壽台大紀念碑廣場的金日成與金正日銅像並獻花，以及瞻仰憑弔大城山革命烈士陵園等北韓境內烈士陵園中的烈士們。北韓各地會舉行升旗儀式，及舉辦慶祝演出，北韓民衆們載歌載舞慶祝北韓的建政日。
每逢建政五或十周年的倍数这重大年份时，平壤市中心的金日成广场会举行庆祝国庆的重大庆典。包括盛大阅兵式、群众游行和纪念已故“共和国永远的主席”金日成和“朝鲜劳动党永远的总书记”金正日的各种文艺演出活动 。主席台对面无数人手拿鲜花装点广场。持花队伍会变换队形，或变成金日成头像，或变成朝鲜国旗，或组成文字。
金日成花、金正日花展示会也同时开始。

## 轶闻
平壤地铁2号线——革新线（Hyeoksin Line）在1975年朝鲜国庆节当天通车。

## 資料來源
1. 1 2  Hunter, Helen-Louise. . Worden, Robert L.  (编).  Fifth. Washington: Federal Research Division of the Library of Congress. 2008: 85  [2017-09-20]. ISBN 978-0-8444-1188-0. （原始内容存档于2016-04-11）.
2. ↑  Yonhap News Agency, Seoul. . M.E. Sharpe. 27 December 2002: 451–452. ISBN 978-0-7656-3523-5.
3. ↑  . 朝鮮中央通訊社. 2024-09-09  [2024-09-10]. （原始内容存档于2024-12-17）.
4. ↑  .   [2009-07-12]. （原始内容存档于2008-09-15）.
5. ↑  .   [2009-07-15]. （原始内容存档于2014-09-10）.

## 外部連結
圖冊：北韓民衆慶祝北韓國慶日的場景